# Supercoupe du Japon de football 2022
Navigation
Édition précédente Édition suivante
L'édition 2022 de la Supercoupe du Japon, officiellement nommée FUJI FILM Super Cup 2022, est la 29e édition de la Supercoupe du Japon.
Les règles du match sont les suivantes : la durée de la rencontre est de 90 minutes, puis, en cas de match nul, les deux équipes se départageront directement lors d'une séance de tirs au but.
Le match oppose Kawasaki Frontale, vainqueur de la J League 2021 face au Urawa Red Diamonds vainqueur de la Coupe du Japon 2021.

## Feuille de match

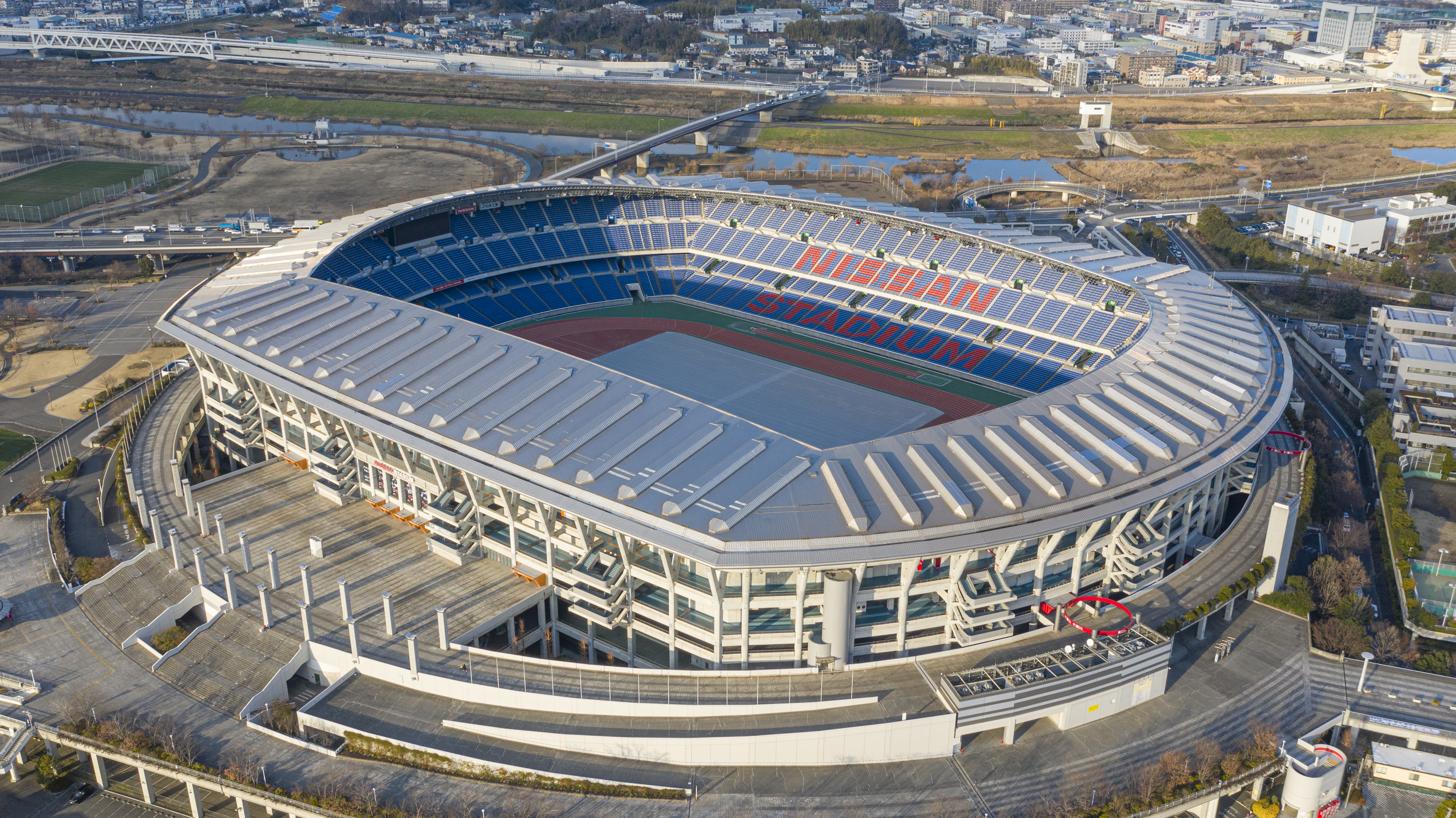
Stade Nissan, édition 2022 de la Supercoupe du Japon

| Kawasaki ·    |                      |     |
| Titulaires :  |                      |     |
|               |                      |     |
| 01            | Jung Sung-ryong      |     |
| 13            | Miki Yamane          |     |
| 05            | Shōgo Taniguchi      |     |
| 07            | Shintaro Kurumaya    |     |
| 02            | Kyohei Noborizato    |     |
| 06            | João Schmidt         | 46e |
| 14            | Yasuto Wakizaka      | 71e |
| 10            | Ryota Oshima         | 82e |
| 41            | Akihiro Ienaga       |     |
| 18            | Chanathip Songkrasin | 77e |
| 09            | Leandro Damião       | 71e |
|               |                      |     |
| Remplaçants : |                      |     |
| 27            | Kenta Tanno          |     |
| 03            | Koki Tsukagawa       | 82e |
| 31            | Kazuya Yamamura      |     |
| 16            | Tatsuki Seko         | 71e |
| 23            | Marcinho             | 46e |
| 20            | Kei Chinen           | 71e |
| 11            | Yu Kobayashi         | 77e |
|               |                      |     |
| Entraîneur :  |                      |     |
| Toru Oniki    |                      |     |

| Urawa ·           |                   |     |
| Titulaires :      |                   |     |
|                   |                   |     |
| 01                | Shūsaku Nishikawa |     |
| 02                | Hiroki Sakai      |     |
| 04                | Takuya Iwanami    |     |
| 28                | Alexander Scholz  |     |
| 06                | Kazuaki Mawatari  |     |
| 14                | Takahiro Sekine   | 86e |
| 22                | Kai Shibato       |     |
| 19                | Ken Iwao          |     |
| 03                | Atsuki Ito        | 82e |
| 33                | Ataru Esaka       | 86e |
| 15                | Takahiro Akimoto  | 82e |
|                   |                   |     |
| Remplaçants :     |                   |     |
| 12                | Zion Suzuki       |     |
| 13                | Tomoya Inukai     | 82e |
| 20                | Tetsuya Chinen    |     |
| 24                | Yuta Miyamoto     | 86e |
| 25                | Kaito Yasui       |     |
| 40                | Yuichi Hirano     | 86e |
| 27                | Kai Matsuzaki     | 82e |
|                   |                   |     |
| Entraîneur :      |                   |     |
| Ricardo Rodríguez |                   |     |

| Kawasaki ·    |                      |     |
| Titulaires :  |                      |     |
|               |                      |     |
| 01            | Jung Sung-ryong      |     |
| 13            | Miki Yamane          |     |
| 05            | Shōgo Taniguchi      |     |
| 07            | Shintaro Kurumaya    |     |
| 02            | Kyohei Noborizato    |     |
| 06            | João Schmidt         | 46e |
| 14            | Yasuto Wakizaka      | 71e |
| 10            | Ryota Oshima         | 82e |
| 41            | Akihiro Ienaga       |     |
| 18            | Chanathip Songkrasin | 77e |
| 09            | Leandro Damião       | 71e |
|               |                      |     |
| Remplaçants : |                      |     |
| 27            | Kenta Tanno          |     |
| 03            | Koki Tsukagawa       | 82e |
| 31            | Kazuya Yamamura      |     |
| 16            | Tatsuki Seko         | 71e |
| 23            | Marcinho             | 46e |
| 20            | Kei Chinen           | 71e |
| 11            | Yu Kobayashi         | 77e |
|               |                      |     |
| Entraîneur :  |                      |     |
| Toru Oniki    |                      |     |

| Urawa ·           |                   |     |
| Titulaires :      |                   |     |
|                   |                   |     |
| 01                | Shūsaku Nishikawa |     |
| 02                | Hiroki Sakai      |     |
| 04                | Takuya Iwanami    |     |
| 28                | Alexander Scholz  |     |
| 06                | Kazuaki Mawatari  |     |
| 14                | Takahiro Sekine   | 86e |
| 22                | Kai Shibato       |     |
| 19                | Ken Iwao          |     |
| 03                | Atsuki Ito        | 82e |
| 33                | Ataru Esaka       | 86e |
| 15                | Takahiro Akimoto  | 82e |
|                   |                   |     |
| Remplaçants :     |                   |     |
| 12                | Zion Suzuki       |     |
| 13                | Tomoya Inukai     | 82e |
| 20                | Tetsuya Chinen    |     |
| 24                | Yuta Miyamoto     | 86e |
| 25                | Kaito Yasui       |     |
| 40                | Yuichi Hirano     | 86e |
| 27                | Kai Matsuzaki     | 82e |
|                   |                   |     |
| Entraîneur :      |                   |     |
| Ricardo Rodríguez |                   |     |